# Galleria Vittorio Emanuele III
Ne doit pas être confondue avec la Galleria Vittorio Emanuele II de Milan
La Galleria  Vittorio Emanuele III est le nom d'une galerie commerciale située dans le centre historique de Messine en Sicile.

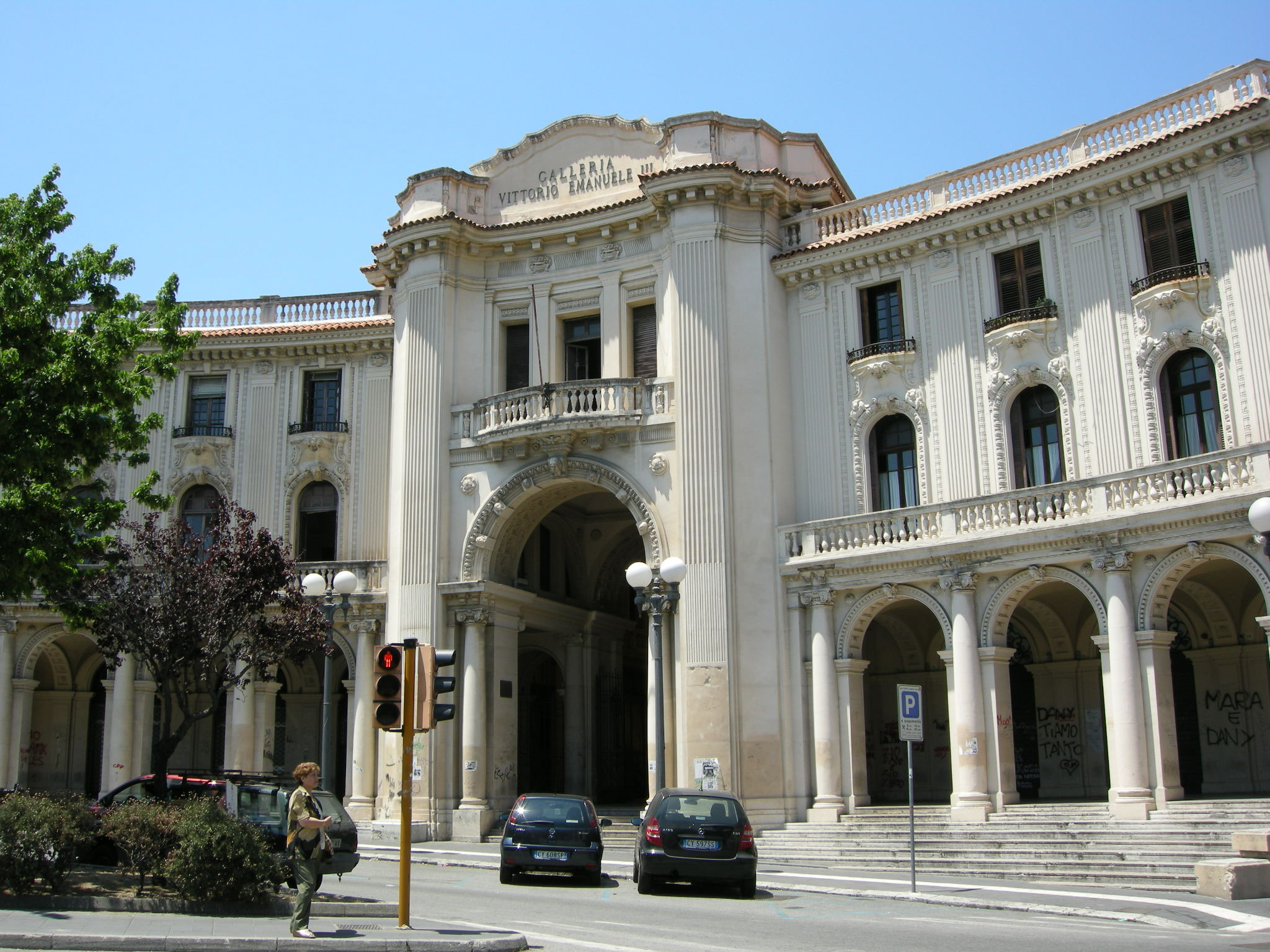
La porte d'entrée.

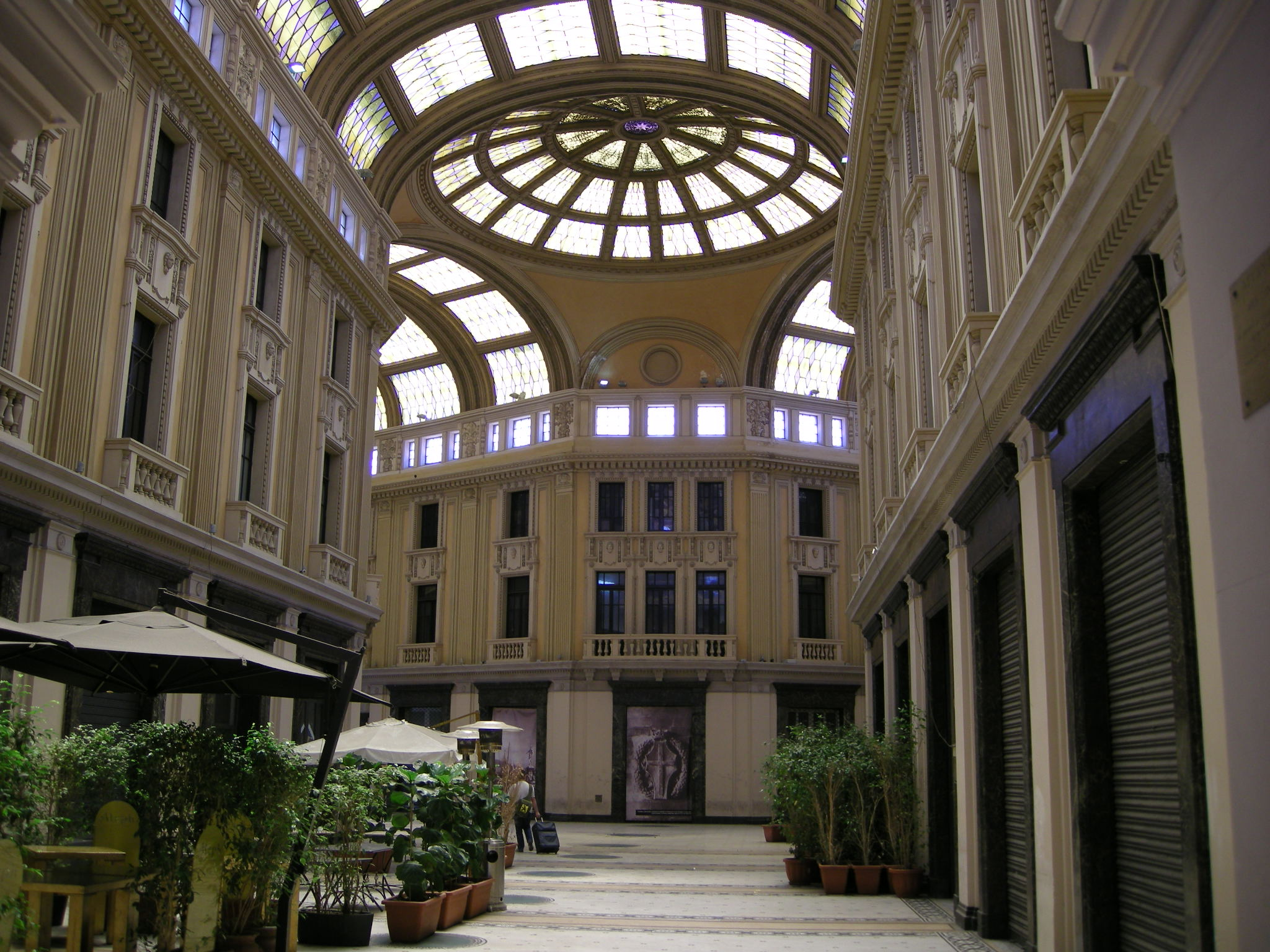
L'intérieur.

## Description
Elle est construite entre 1924 et 1929  par Camillo Puglisi Allegra  pour compléter la piazza Antonello.  Sur la place, l'accès à la galerie est caractérisé par une monumentale porte en arc de triomphe. Comme beaucoup d'autres bâtiments de la ville reconstruits, après le séisme de 1908, l'édifice est érigé en style éclectique-liberty messinese (it).
La galerie se présente selon un plan composé de trois axes de circulation, en forme d'Y, qui convergent vers une coupole centrale. À la différence des autres galeries monumentales italiennes et européennes, le châssis métallique de la verrière  est fixé à une structure en béton armé au lieu du fer ou de la fonte, matériaux habituellement utilisés pour ce type d'ouvrage.
Lors de travaux de restauration en 2002, puis complétés en 2005, elle retrouve sa splendeur d'origine et sa vocation d'élégant salon urbain, avec boutiques de mode et caffè mais aussi comme  lieu d'échanges et de rencontres, bals publics, expositions...
L'édifice pour sa valeur culturelle a été déclaré bien d'intérêt historico-artistique au sens de la Loi 1089/39.

## Sources
- (it) Sergio Bertolami: « Galleria Vittorio Emmanuel III »